# 圣西尔韦斯特 (上萨瓦省)
圣西尔韦斯特（法語：Saint-Sylvestre，法語發音：[sɛ̃ silvɛstʁ] ⓘ）是法国上萨瓦省的一个市镇，属于阿讷西区。

## 地理
圣西尔韦斯特（45°50'15"N, 6°1'9"E）面积5.34 平方千米，位于法国奥弗涅-罗讷-阿尔卑斯大区上萨瓦省，该省份为法国东部省份，历史上为薩伏依的一部分，北与瑞士接壤，西接安省，南至萨瓦省，东与瑞士和意大利接壤。
与圣西尔韦斯特接壤的市镇（或旧市镇、城区）包括：谢朗河畔阿尔比、布西、沙佩里、马尔塞拉阿尔巴奈、马里尼-圣马塞尔。

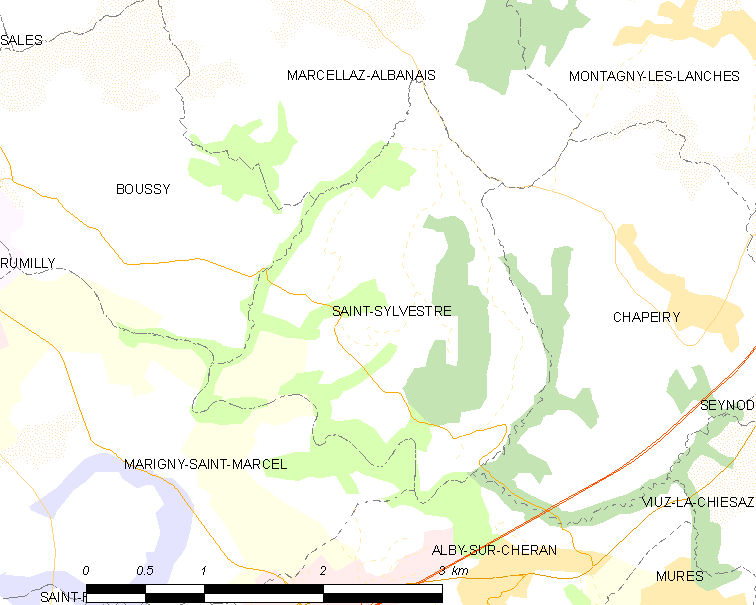
的OSM定位图

圣西尔韦斯特的时区为UTC+01:00、UTC+02:00（夏令时）。

## 行政
圣西尔韦斯特的邮政编码为74540，INSEE市镇编码为74254。

## 政治
圣西尔韦斯特所属的省级选区为吕米伊县。

## 人口

1962-2008年间人口变化图示

圣西尔韦斯特于2022年1月1日时的人口数量为598人。